# Gaspar Graziani
Gaspar Graziani (n. 1580 – d. 29 septembrie 1620, Țuțora, România) a fost domn al Moldovei între 4 februarie 1619 și 20 septembrie 1620.

## Biografie
Gaspar Graziani a fost un italian catolic originar din Bihać, Bosnia-Herzegovina. Din pricina războiului dintre habsburgi și otomani, familia Graziani a fost nevoită să plece la Gradačac. Aflat mai des pe drumuri fără nici un căpătâi, după ce a fost slugă de câteva ori, a plecat la Veneția.
Fiind cultivat, tânărul știa: italiana, croata, germana, engleza și turca.
Engleza o învățase de la solii regelui Angliei, Iacob I: Sir Henry Wotton și Sir Dudley Carleton. Cu Sir Paul Pindar călătorește la Constantinopol, unde ajunge mai întâi tălmaci,  apoi dragoman. Îndeplinind mai multe misiuni și legând mai multe prietenii la curtea otomană, dragomanul italian nădăjduia că va primi, drept răsplată pentru activitatea sa, tronul unei țări românești. Pe 4 februarie 1619, ajunge domn al Moldovei.
Prima măsură a noului domn a fost înăbușirea în sânge a unei revolte a țăranilor orheieni.
Fiind pus la tron cu scopul de a stăvili acțiunile regatului Poloniei de a își întinde hotarele dincolo de Nistru, domnitorul a devenit, de fapt, un exponent al luptei antiotomane. Continuator al politicii lui Mihai Viteazul, se gândi să încheie alianțe cu creștinii și să lupte împotriva otomanilor, iar mai apoi să unifice Țările Române. Pentru început, încheie alianță cu Polonia, semnând tratat cu hatmanul Żółkiewski la Hotin, prin care au hotărât să scuture țara de sub jugul turcesc.

## Moartea
Aflându-se de cele întâmplate la Iași, sultanul acționează energic. Turcii, în frunte cu Skender-ber, serasker-ul de Caramania (generalissim al teritoriilor de la Dunăre) și cu ajutoarele tătarilor conduși de Galga-sultan, Cantemir-bey și Aladin au intrat în țară. Soarta s-a decis în Bătălia de la Țuțora, lângă Iași, unde armata moldo-polonă a fost înfrântă. Domnitorul a fugit în toiul nopții de pe câmpul de bătălie, vrând să treacă în Transilvania, dar a fost decapitat de hatmanul Vasile Șeptilici și de Goia. Ultima luptă a polonilor cu armatele adversare s-a dat în retragere, la Movilău.